# Svartfryle
Svartfryle (Luzula sudetica) är en tågväxtart som först beskrevs av Carl Ludwig von Willdenow, och fick sitt nu gällande namn av Schult.. Svartfryle ingår i frylesläktet som ingår i familjen tågväxter. Arten är reproducerande i Sverige. Inga underarter finns listade i Catalogue of Life.